# Danton (film, 1931)
Pour les articles homonymes, voir Danton (homonymie).
Pour plus de détails, voir Fiche technique et Distribution.
Danton est un film allemand réalisé par Hans Behrendt sorti en 1931.

## Synopsis
Les révolutionnaires discutent du sort du roi Louis XVI. Le groupe autour de Georges Jacques Danton plaide pour l'exécution. Le roi est traduit en justice et il est exécuté. Il y a d'autres procès contre des nobles et des condamnations à la peine capitale sont prononcées. Lorsque Danton se rend dans une prison, il tombe amoureux de la prisonnière Louise Gély. Maintenant, Danton entre en conflit avec son adversaire Robespierre. Robespierre réussit à amener Danton au banc des accusés, à le condamner à mort et le passer sous la guillotine.

## Fiche technique
- Titre : Danton
- Réalisation : Hans Behrendt
- Scénario : Heinz Goldberg (de), Hans José Rehfisch
- Musique : Artur Guttmann
- Direction artistique : Julius von Borsody
- Photographie : Nicolas Farkas
- Son : Hermann Birkhofer
- Montage : René Métain (de)
- Production : Arnold Pressburger
- Sociétés de production : Allianz Tonfilm GmbH
- Société de distribution : Süd-Film
- Pays d'origine : Allemagne  République de Weimar
- Langue : allemand
- Format : Noir et blanc - 1,20:1 - Mono - 35 mm
- Genre : historique
- Durée : 92 minutes
- Dates de sortie :
  - Allemagne  République de Weimar : 21 janvier 1931.
  - Danemark : 2 octobre 1931.
  - Suède : 5 décembre 1931.
  - France : 24 février 1933[1].

## Distribution
- Fritz Kortner : Danton
- Lucie Mannheim : Louise Gély
- Gustaf Gründgens : Robespierre
- Alexander Granach : Marat
- Gustav von Wangenheim : Desmoulins
- Werner Schott : Saint Just
- Hermann Speelmans (de) : Louis Legendre
- Georg John : Fouquier-Tinville
- Ernst Stahl-Nachbaur : Malesherbes, avocat du roi Louis XVI.
- Georg H. Schnell : Le duc de Cobourg
- Ferdinand Hart : Le général Charles-François Dumouriez
- Friedrich Gnaß : Le bourreau Charles-Henri Sanson

## Source de la traduction
- (de) Cet article est partiellement ou en totalité issu de l’article de Wikipédia en allemand intitulé « Danton (1931) » (voir la liste des auteurs).